# Un meurtre est un meurtre
Un meurtre est un meurtre is een Frans-Italiaanse dramafilm van Étienne Périer die werd uitgebracht in 1972. 
Het scenario is gebaseerd op de gelijknamige roman (1972) van medescenarist  Dominique Fabre.

## Verhaal
Marie is een sinds vier jaar verlamde getrouwde vrouw die zich tiranniek gedraagt. Ze staat op het punt haar man Paul te betrappen met zijn minnares Françoise als ze het leven laat in een auto-ongeval. De dood van Marie komt Paul goed uit want nu kan hij een nieuw leven beginnen met Françoise.
Uit het onderzoek van het wrak blijkt dat het voertuig werd gesaboteerd en dat Marie dus om het leven werd gebracht. Anne, de tweelingzus van Marie, meent dat haar schoonbroer haar zus uit de weg heeft geruimd. Ze komt bij Paul inwonen en begint zich meer en meer te gedragen als Marie.
Dan komt een man op de proppen die beweert de vrouw vermoord te hebben. Hij is wellicht een afperser die daarvoor een beloning eist.

## Rolverdeling
| Acteur             | Personage               |
| ------------------ | ----------------------- |
| Jean-Claude Brialy | Paul Kastner            |
| Stéphane Audran    | Marie/Anne Kastner      |
| Robert Hossein     | Jean Carouse            |
| Michel Serrault    | commissaris Plouvier    |
| Catherine Spaak    | Françoise               |
| Olivier Hussenot   | de notaris              |
| Claude Chabrol     | de treincontroleur      |
| Michel Creton      | de apotheker            |
| Marius Laurey      | de depanneur            |
| Paul Bisciglia     | de bediende van Kastner |